# Московсько-литовський договір (1449)
Московсько-литовський договір 1449 — договір, укладений 31 жовтня 1449 року, у розпал міжусобної війни 1425—1453 роках у Великому князівстві Московському між Великим князем литовським Казимиром IV та Великим князем московським Василем II Темним.
За умовами договору Казимир обіцяв не надавати жодної підтримки кандидату на московський престол Дмитру Шемяці та не втручатись в Московську усобицю, не претендувати на Новгород та Псков, а також не брати участь у можливих зіткненнях Новгорода та Пскова з Лівонським орденом, навіть на їх боці.
Договір фактично припинив територіальну експансію ВКЛ на схід. Відносним успіхом Казимира була відмова Василя II від деяких новгородських волостей та визнання за рязанським князем Іваном Федоровичем права переходу на службу до Казимира.
Московити змусили у договорі визнати приставку до царського титулу суверен «всея Русі». Таким чином закріплялися претензії Москви на руські землі. Причому на цей час царь у документах писався як московський, а правителі ВКЛ якраз визначали себе як руські.
Наслідком договору був тривалий (до кінця XV століття) мирний розвиток ВКЛ. Він зафіксував відмову ВКЛ від претензій на об'єднання всіх східнослов'янських земель, що зумовило приєднання Новгороду до Москви (1471) та Твері (1485) та врешті поразку ВКЛ у війні 1487—1494 років.